# Observatoire astronomique de Belgrade
L’Observatoire astronomique de Belgrade, en abrégé AOB (en serbe Astronomska opservatorija u Beogradu), désignation internationale 057, est une institution indépendante de l'État de recherche scientifique sans but lucratif dont l'activité principale est l’observation passive[Quoi ?] et sélective du cosmos proche ou lointain, ou la réalisation de l’étude des corps et des phénomènes célestes au-delà de la Terre (planètes, étoiles, systèmes d'étoiles et galaxies), et dont l’activité se concentre sur l'acquisition et l'analyse des données, et sur les travaux théoriques. Il a été fondé le 26 mars (7 avril) 1887, ensemble avec l'Observatoire météorologique, et son fondateur et le premier directeur était Milan Nedeljković.
Le complexe de l’observatoire de Belgrade se trouve, à partir de 2001, sur la liste des biens culturels à la suite d’une décision prise par le gouvernement de la Serbie. Il se trouve au 7, rue Volgina, à Belgrade, à Zvezdara.
En 1891, on a construit un bâtiment à Mali Vračar, pour les fins de l'Observatoire astronomique et météorologique auprès de la Grande école, où se trouvaient l’espace de travail et les instruments. L’Observatoire est vite devenu la Station météorologique principale d’où on dirigeait le réseau météorologique en Serbie. L’activité astronomique a été bornée au travail d'enseignement au cours duquel on effectuait les observations principales dans le cadre des exercices démonstratifs et pratiques pour les étudiants universitaires. Sous la direction de Nedeljković, les premiers instruments sismologiques et géomagnétiques ont été acquis pour l'Observatoire, ce qui a étendu les activités de cette institution.
L’Observatoire astronomique et L’Observatoire météorologique ont été séparés en deux institutions distinctes auprès de l'Université de Belgrade en 1924. Sous la direction du nouveau directeur Vojislav V. Mišković, on a commencé la construction d’un nouvel Observatoire moderne à Veliki Vračar selon le projet de l'architecte tchèque Јаn Dubovi dans un style moderne, dont les travaux furent achevés avec succès en 1932. Le mont Veliki Vračar sera alors appelé Zvezdarnica grâce à l’Observatoire, après quoi la nouvelle municipalité urbaine sera nommée Zvezdara. C’était également le plus important investissement dans la science dans la première moitié du XXe siècle dans cette région. À cette époque-là, l'assistant de l’observatoire, puis son directeur a été l'un des plus grands scientifiques au monde du XXe siècle, professeur et académicien Milutin Milanković.
Les associés de l’Observatoire ont découvert 43 planètes mineures, dont 12 ont été nommées. Le département des étoiles doubles dans le cadre d’AOB, depuis 1951 a identifié plus de deux cents nouvelles étoiles doubles et multiples. Au début des années 1960, des pavillons, avec des instruments astronomiques fondamentaux, ont été ouverts, grâce auxquels l'Observatoire sera connu dans la seconde moitié du XXe siècle, à la communauté professionnelle mondiale.
À la fin du XXe siècle, les observations scientifiques furent empêchées à cause de la « pollution » lumineuse par suite de l'expansion des colonies urbaines. Au début du XXIe siècle, on a commencé la construction d'une nouvelle Station astronomique sur la montagne Vidojevica. En même temps, le complexe de l'Observatoire a progressivement commencé à se transformer en un musée. AOB travaille en étroite collaboration avec un certain nombre d'observatoires internationaux, ainsi que les principales institutions scientifiques et d'enseignement supérieur en Serbie.

## Histoire

### Fondation

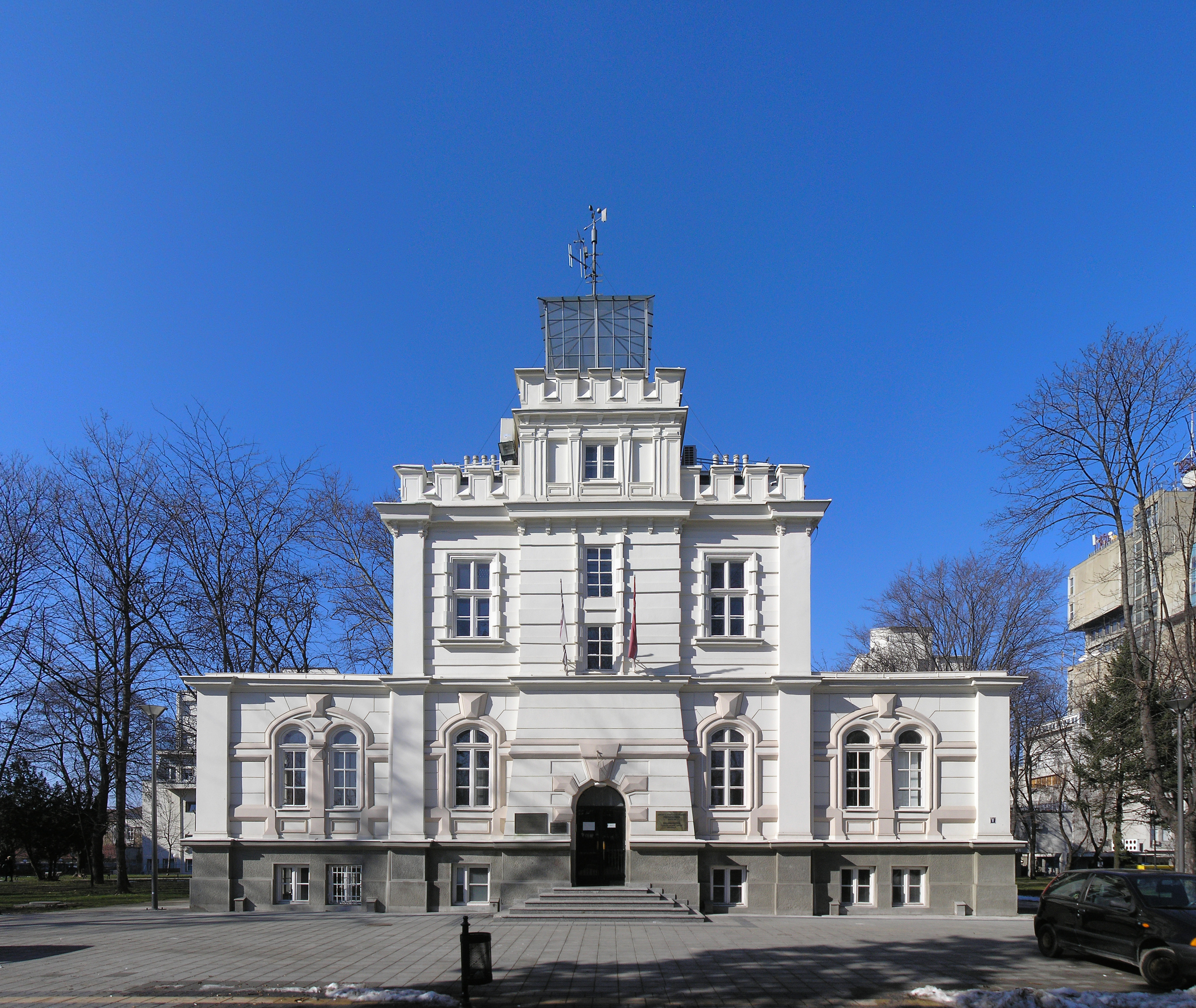
L’Observatoire astronomique et météorologique de 1891 à 1924. Aujourd'hui, ce bâtiment est un monument culturel d'une grande importance, n⁰ 8 Bulevar Oslobodjenja.

À son retour de ses études à Paris, en 1884, professeur d'astronomie et de météorologie de la Grande école, Milan Nedeljković, insistait pendant des années sur la fondation d'un Observatoire astronomique et météorologique permanente. En reconnaissant la réalité, c’est-à-dire, que la construction rapide des installations destinées à l'Observatoire fut impossible, professeur Nedeljković a proposé, dans une lettre adressée au Ministre de l'Éducation et des affaires religieuses, le 2 mars 1887, d’entamer les travaux dans l'Observatoire provisoire dans une maison privée. Sur la base de cette lettre-demande acceptable, le ministre de l'éducation Milan Kujundžić Aberdar a publié le 26 mars 1887 la décision relative à la fondation de l’Observatoire provisoire (temporaire) dans la maison louée privée de l'entrepreneur et commerçant Ernest Gajzler à Mali Vračar.
Cependant, attendu que les conditions de travail dans cette installation ont été plus que modestes, le professeur Nedeljković a commencé à s’engager de nouveau dans la construction d’un observatoire consacré à son usage, dans lequel les travaux scientifiques en astronomie et la météorologie auraient été possibles. Il a envoyé une demande au ministère de l'Éducation et des affaires religieuses avec l'intention qu’à travers la municipalité de Belgrade, on trouve des terrains appropriés aux fins de la Grande école pour le développement de l'astronomie et la météorologie. Après un grand nombre de sessions et de conversations avec le ministère de l'Éducation, les conseillers, présidés par Živko Karabiberović, ont voté pour la décision de céder les terres correspondantes. Agissant à la demande du ministre de l'Éducation et des affaires religieuses Vladan Djordjević, la municipalité de Belgrade a approuvé le 18 mars 1889, à la Grande école un territoire de 1,83 hectare pour la construction de l’observatoire astronomique à Mali Vračar.
À la suite de la décision, on a entamé les travaux de construction qui ont été achevés avec succès le 1er mai 1891. L'Observatoire disposait d’une surface de 270 m2 et était un pavillon avec un étage d'une surface moindre que celle de rez-de-chaussée. Le projet a été réalisé par l'architecte Dimitrije T. Leko, selon l’esquisse de son fondateur, le professeur Milan Nedeljković. La façade principale finit en dents qui forment l’attique et les clôtures de la terrasse située au-dessus d’une partie du grenier, et le reste de la façade finit en pignons en gradins; les fenêtres du rez-de-chaussée et les portes sont arquées, et la décoration de façade se compose des cadres des fenêtres et des bandes horizontales proéminentes. Autour de l'observatoire se trouve un parc décoré. Professeur Nedeljković a immédiatement commencé des observations météorologiques et des mesures dans le nouvel observatoire. En 1901, l'Observatoire a pris en charge, comme la principale station météorologique, des 130 stations météorologiques à travers la Serbie. Les instruments astronomiques ont été utilisés seulement pour les observations de base comme la partie des cours démonstratifs et pratiques pour les élèves de la Grande école. L’Observatoire disposait à cet effet d’un petit instrument de passage de 45 mm d’ouverture, un instrument universel de 50 mm d’ouverture ainsi que d’un azimutal de 120⁄1 900 mm d'ouverture. En plus de cela, l'observatoire disposait d’une horloge avec un pendule et d’un chronomètre ainsi que d’un certain nombre de petits instruments de navigation astronomique (Les photos de l’Observatoire des années 1890). En 1903, au sein de l'Observatoire, en plus des deux pavillons astronomiques existant, on a soulevé les deux pavillons suivants: sismique et géomagnétique. Après les premières victoires serbes dans la Première Guerre mondiale, l'armée de l’Autriche-Hongrie a obtenu de l'aide de l'Allemagne. Il y avait une retraite générale de l'armée serbe vers la Grèce. Milan Nedeljković a quitté l'Observatoire le 25 septembre 1915. Avec sa femme Tomanija, il est arrivé sur l'île grecque de Corfou au début de 1916. Depuis le début de 1916, l'observatoire de Belgrade a été utilisé par l'armée des occupants à des fins météorologiques, sous la direction de Victor Konrad. Après la rupture du front de Salonique, l’armée des occupants, en octobre 1918, à l'occasion du repli, a dévasté son instrumentarium. Le professeur Nedeljković est venu à son observatoire le 24 février 1919.

### Construction

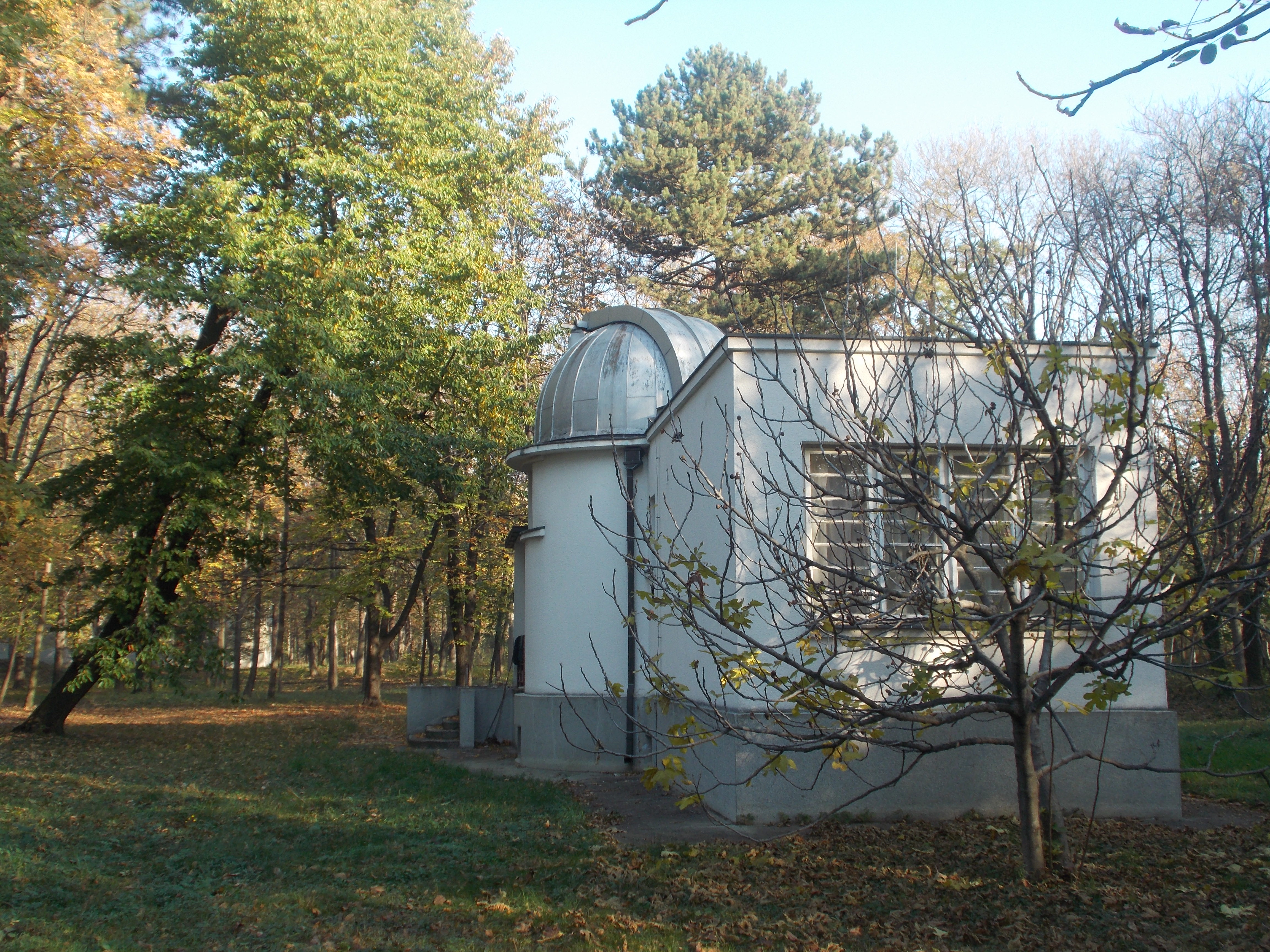
Pavillon avec petit astrographe Zeiss d’ouverture 16/80 cm avec la lunette pour la gestion d’ouverture 110/1280 mm, construit en 1932 (l’image de l’astrographe Zeiss 16/80 cm) Au début de l'ère cosmique, en 1957, cet instrument a découvert neuf planétoïdes numérotés aujourd'hui.

Professeur et directeur, Milan Nedeljković, par son engagement auprès du gouvernement en 1922 a réussi à faire obtenir l'approbation d'acheter en Allemagne, au titre de réparations de guerre, des instruments et accessoires pour le nouvel observatoire dans la valeur de 2 990 000 marks-or, soit environ 660 000 $. En tant que directeur, Nedeljković, à l'âge de 67 ans, a pris sa retraite le 6 juillet, 1924. Après sa retraite, la Faculté de Philosophie a décidé de séparer l'Observatoire en deux institutions: Observatoire astronomique et Observatoire météorologique. La direction de l’observatoire météorologique a été confiée à Paul Vujević, tandis que l’observatoire astronomique devait être sans la direction, jusqu'à l'arrivée de Vojislav Mišković de France à sa tête. Cependant, jusqu'à l'arrivée de Mišković dans l'Observatoire en octobre 1926, la direction de l'Observatoire astronomique et des instruments commandés a été confiée à Milutin Milanković, professeur de mécanique céleste et de l'astronomie théorique. Après la séparation, l'Observatoire météorologique a continué à travailler dans le bâtiment existant, et l'Observatoire astronomique a été déplacé dans deux baraques-pavillons à proximité. Dans une des baraques se trouvait l’espace de travail du directeur, et dans l’autre, il y avait des bureaux et une salle de cours alors que le nouvel équipement, arrivé avec les instruments, était situé au sous-sol de la banque commerciale. Mišković, dans de telles circonstances, à son arrivée au lieu de professeur d'astronomie pratique et de directeur, entreprend une action pour la construction d'un nouvel Observatoire (Zvezdarnica) à la périphérie sud-est de Belgrade, à la cote 253 mètres et une superficie de 42 000 mètres carrés.
La décision et les moyens de construction ont été reçus le 7 octobre 1929. La construction des bâtiments a coûté environ dix millions. Le terrain à Veliki Vračar a été donné par la municipalité de Belgrade. L’architecte Jan Dubovi, chef du Département pour l'élaboration du plan général de la municipalité de Belgrade et membre du groupe professionnel GAMP - un groupe d'architectes du modernisme, a fait le projet dans un style moderne pour le nouvel Observatoire. La solution de base proposée par Dubovi était l'accomplissement des exigences fonctionnelles, c'est-à-dire la construction du pavillon pour accueillir des instruments astronomiques de précision et des installations connexes dans la zone réservée à un parc public. Avant la construction, le terrain a été nivelé et débarrassé de la végétation. À ce moment-là, le point trigonométrique a déjà été construit là-bas, indiquant des coordonnées précises de latitude, longitude et l'altitude de la ville. Pendant la période 1930 - 1932, des travaux de construction ont été effectués. Dubovi a été conçu huit bâtiments librement déployés sur le terrain, connectés avec les chemins d'accès. Le complexe du nouvel observatoire comprend:

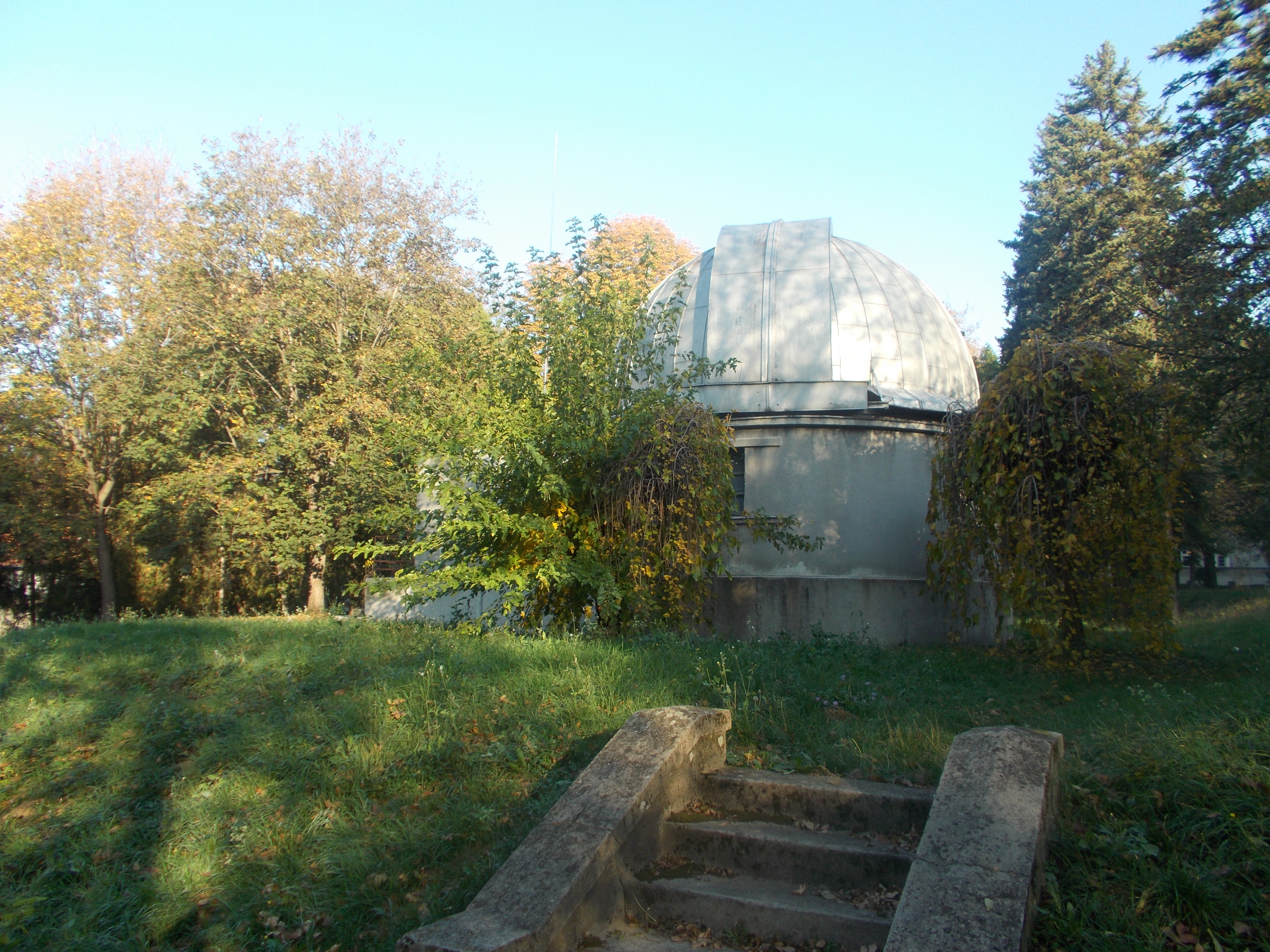
Pavilion du Petit Réfracteur Zeiss 20/302 cm et deux tubes de photo avec les objectifs Tessar et Petzval d’ouverture de 16/80 cm, et entre-temps réorienté avec l'instrument Spectrographe Solaire. Le pavillon a été construit en 1932.

- Le bâtiment administratif principal avec une bibliothèque, un bureau, une cave de 8 mètres de profondeur avec quatre horloges Rifles sous une cloche en verre, et avec deux horloges Strass avec la composition barométrique du pendule, une coupole rotative avec un chercheur de comètes Zeiss d’ouverture 200⁄1 330 mm et avec un appartement pour le directeur.
- Pavillon Grand Réfracteur à toit ouvrant avec une caméra pour observer les étoiles Zeiss (Zeiss) 65⁄1 055 cm pour observer les étoiles (à ce moment-là, le quatrième en Europe).
- Pavillon Petit Réfracteur Zeiss 20⁄302 cm et deux tubes photographiques avec objectifs Tessar et Petzval d’ouverture 16⁄80 cm.
- Pavillon avec petit astrographe Zeiss d’ouverture 16⁄80 cm avec la lunette pour la gestion d’ouverture 110⁄1 280 mm.
- Pavillon avec deux petits instruments de passage Askania d’ouverture 100⁄1 000 mm et 80⁄800 mm.
- L'entrée principale avec deux appartements pour les travailleurs
- Le pavillon avec les appartements pour les astronomes
- Un bâtiment avec atelier mécanique et de menuiserie

Le bâtiment administratif se compose de trois parties avec des ailes latérales et la partie médiale inférieure au-dessus de laquelle se trouve le dôme. À l'entrée principale, il y a un escalier d’accès et un porche au-dessus duquel est écrit en latin « Omnia in numero et mensura » (tout est dans le nombre et la mesure). Dans la partie centrale se trouve la bibliothèque bien éclairée grâce aux grandes fenêtres. Dans les ailes latérales du bâtiment sont les bureaux et le laboratoire. Sous le bâtiment, 8 mètres sous terre, on trouve une cabine en verre, qui détermine l'heure exacte.
Les pavillons d'observation – réfracteurs, sont des bâtiments d'un étage avec l’espace principal, le dôme d'observation et de petites salles d’appoint. Tous les reliefs des pavillons ont été faits par un architecte, sculpteur et peintre Branko Krstić. Au-dessus de l'entrée au Pavillon Blanc - Grand réfracteur, il y a un relief représentant Hélios, le dieu du soleil. L’entrée principale dans l'Observatoire est conçue comme une porte asymétrique avec les signes, avec un guichet d'inscription et qui est, d'une part, mise en lumière avec une tour stylisée- la sculpture. L’observatoire a mérité le nom Zvezdarnica d’après lequel, la colline sur laquelle il se trouve, puis l'ensemble de l’agglomération qui est construit ici, et la municipalité nouvellement créée ont été nommés Zvezdara.

### Développement de l’Observatoire

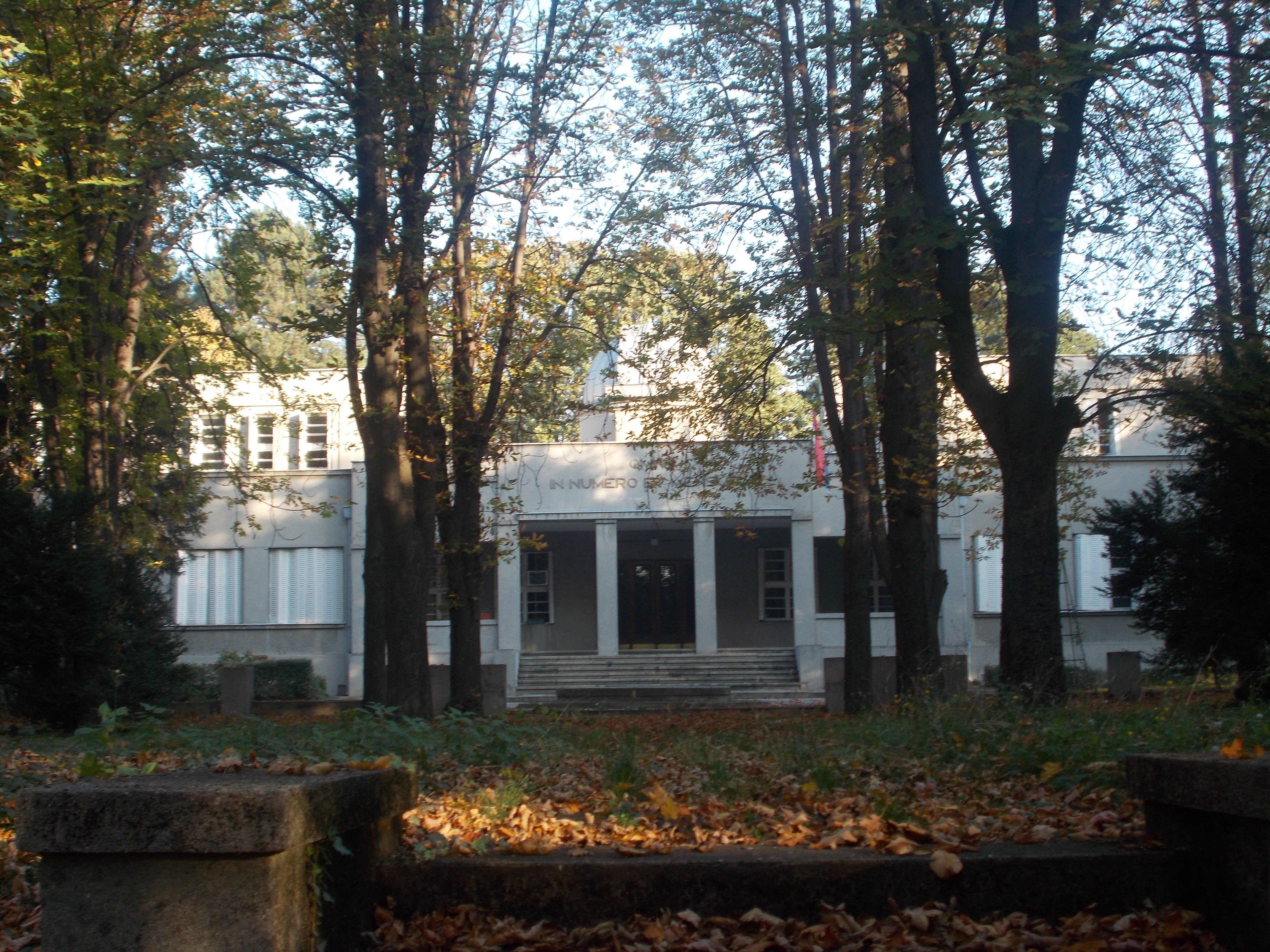
Bâtiment administratif qui abrite la bibliothèque.

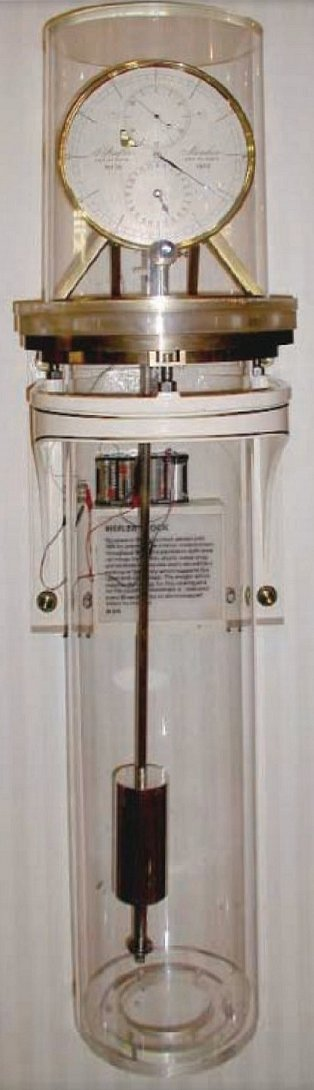
Horloge Rifler (hauteur 134 cm), dans le Musée de l'Institut national des normes et de la technologie, Gejtersberg, Maryland, États-Unis. On a produit plus de 600 de ces horloges. Quatre horloges de cette marque sont maintenant stockées dans l’AOB.

Dans un premier temps, l'Observatoire s’occupe de tâches de calcul et de préparations pour les activités d'observation. Le service d’heure et de longitude a été créé en 1935 sous la direction de Petar Đurković et Franjo Dominko. La même année, Petar Đurković a déterminé approximativement la longitude de l’Observatoire. Service des petites planètes et de l’observation du soleil a été établi par Milorad Protić en 1936. À la tête de ces services se trouvait Vojislav Mišković, qui a commencé avec la publication du bulletin, en 1936, en français, sous le titre « Bulletin de l'Observatorie astronomique de Belgrade », qui a été renommé, en 1992, dans « Bulletin astronomique de Belgrade ». À partir de 1998, il sort sous son nom actuel « Serbian Astronomical Journal » (Journal astronomique serbe).
Service d’heure, chargé de mesurer l'heure exacte, avait dans sa possession un système constitué de 15 horloges en réseau. Six horloges, qui étaient principales ou distributives, se trouvaient dans la cave construite séparément avec 8 mètres de profondeur en trois niveaux, et dont les fondations ont été construites indépendamment des fondations du bâtiment. Les horloges principales étaient de marque « Klemens - rifler », parmi elles se trouvaient des montres de marque « brillié », ainsi que celles du fabricant national « Antonijević ». Ces horloges ont eu la mécanique de précision et ont été placés sous les cloches en verre dont on a tiré l'air à l'aide de pompe à vide pour que le mécanisme n’ait pas subi une résistance de l'air. Afin d'éviter le flux d'air, il y avait un mur avec l’espace autour des fondations, et la température au troisième niveau de la cave a toujours été la même avec les changements acceptables de seulement 2 degrés pendant toute l'année. Les paliers des horloges distributives ont été faits de rubis, qui a une dureté élevée et ce qui causait une diminution de frottement. Les horloges distributives possédaient un générateur d'impulsions par lequel les horloges ont été synchronisées dans les pavillons d'observation. Les horloges en réseau dans les pavillons avaient des générateurs électromagnétiques qui gardaient leurs pendules, à savoir, le générateur d'horloge de distribution produisait des impulsions électriques lorsque le pendule touchait le contact ce qui électrifiait électro-aimant qui gardait le pendule l'horloge dans le pavillon.
Après l'invasion du royaume de Yougoslavie par l'Allemagne nazie et ses alliés, l’Observatoire, ainsi que toutes autres institutions en Serbie tombent dans une situation difficile. Wehrmacht envoie ses enseignants dans l'observatoire qui font l'inventaire des instruments comme des biens allemands, en outre, ils emportent le chercheur de la comète et le spectro-héliographie au Troisième Reich. L’armée allemande s’installe alors dans le cercle de l’observatoire laquelle ils transforment en un point d’appui de l'artillerie de défense aérienne, et transforment la bibliothèque en une cantine d'officier. Au cours de la lutte pour la libération de Belgrade en octobre 1944, on a gravement endommagés le bâtiment d'administration, le pavillon géodésique, le château d'eau, le pavillon Grand réfracteur et le point trigonométrique.
Après la guerre, en 1945, on a entamé les travaux à dégager le milieu, faire l’inventaire et à rénover le bâtiment de l’observatoire qui a été gravement endommagé en raison des effets du combat. Ces travaux dureront périodiquement, à cause de la pauvreté dans le pays, jusqu'à 1955. Jusqu’à l’été de 1946 on a entièrement habilité le Service d’heure, le Service du Soleil, qui a étendu ses activités en introduisant le Service pour la détermination des coordonnées des taches solaires et le Service de calcul. On a créé un Service permanent de la longitude et la latitude. De 1946 à 1948 on a entrepris des travaux sur la reconstruction du bâtiment administratif, des réservoirs, du pavillon de Grand réfracteur et du pavillon géodésique. À partir du 1er juillet 1948, l'observatoire cesse d'être situé au sein de l'université, mais, à partir de cette période jusqu'au 18 décembre 1952 l’observatoire se trouvait sous les auspices du Comité pour les institutions scientifiques, l’Université et les écoles supérieures de la République populaire de Serbie. De décembre 1950 et jusqu’au 27 mars 1954, l'observatoire se trouvait sous les auspices de l'Académie serbe des sciences. Le service de temps, en 1953, fut inclus dans le Service de temps international sous la direction de Zaharije Brkić, mais depuis 1962, le service de temps, établit une coopération avec le Service international pour le mouvement du pôle. En 1972, le même service établit une coopération avec le Service de temps soviétique. Depuis 1954, l'observatoire devient une institution scientifique qui est financé directement par le Conseil exécutif de la République populaire de Serbie.

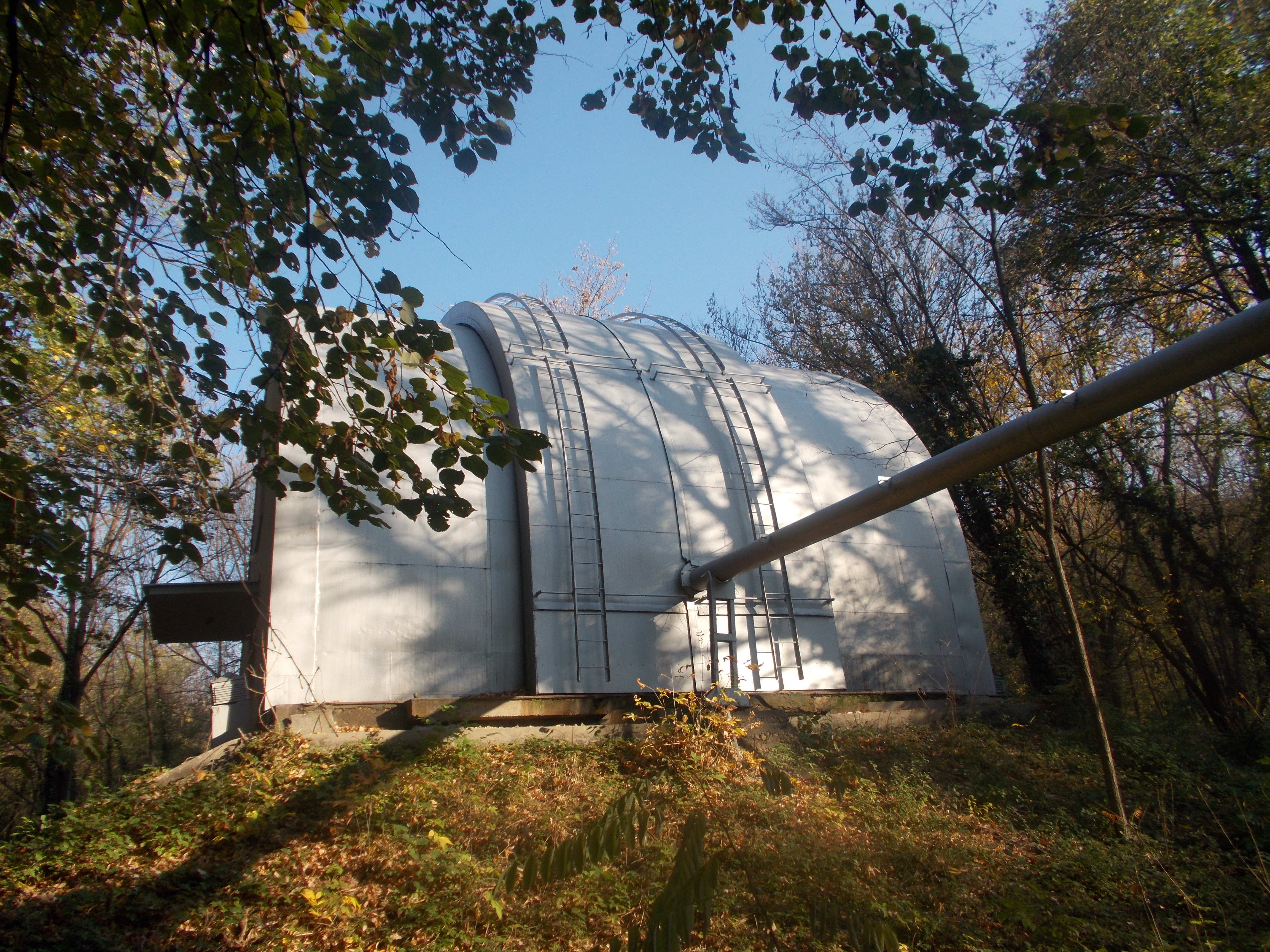
Pavillon du Grand instrument de passage 19/258 cm, construit en 1959 (à ce moment-là, le premier dans le monde). Dans cette installation, des travaux de conservation ont été achevés en 2013 et au printemps de l’année 2014 comme le premier dans une série des pavillons rénovés, il va obtenir officiellement le statut des musées.

Après la rénovation et l'expansion de ses activités, des observations diurnes et nocturnes astronomiques dans l'observatoire ont été effectuées, après quoi on tirait des conclusions théoriques et pratiques, telles que la détermination de l'heure exacte. En 1955 le travail dans l’observatoire a été effectué dans les services suivants:
- Service de l'heure exacte et la longitude
- Service de latitude
- Service des petites planètes, comètes et satellites
- Service des étoiles doubles et variables
- Service technique
- Bibliothèque[17].

En septembre 1957, les chercheurs soviétiques et les astronomes Mitrofan S. Zverjev et Ernest R. Mustelji viennent en visite de l’observatoire, qui ont soulevé la question de l'installation et la mise en service des instruments astronomiques fondamentaux qui avaient été obtenus au titre de réparations de guerre après la Première Guerre mondiale et qui, faute de ressources, se trouvaient dans l'entrepôt de l’observatoire depuis plus de trois décennies. Au début de 1958, le directeur Milorad Protić a présenté une demande d'autorisation des ressources pour l'extension du cercle et la construction du pavillon pour ces instruments, au Conseil exécutif (gouvernement) de la République populaire de Serbie. À la suite de cette demande, des ressources ont été approuvées par le Secrétariat fédéral des finances d'un montant de 35 millions de dinars et 40 millions de dinars à partir de fonds de réserve de la République populaire de Serbie pour la construction de trois pavillons d'observation, d’un immeuble d'appartements, des espaces sociaux, des clôtures, des routes et des sentiers. Ces travaux ont été achevés en automne 1959, mais en raison de travaux de construction mal exécutés il y avait des interventions majeures ultérieures jusqu'en 1961. En même temps, on procède à l'installation des instruments fondamentaux (grand cercle vertical 19⁄258 cm, grand instrument méridien 19⁄258 cm et grand instrument de passage 19⁄258 cm). En outre, on a commencé indépendamment les travaux sur le développement des horloges à quartz, sans lesquelles on ne pouvait pas assurer un travail d'observation de haute précision. Trois horloges de haute précision avaient un système « Rohde & Schwarz » de trois normales en quartz. Les horloges ont été comparées au moyen d'un oscilloscope, et le fonctionnement en continu était enregistré sur une bande noircie à travers laquelle on a pu voir l'écart d'une horloge. Les horloges ont été synchronisées avec les autres horloges du monde par le biais d’un récepteur à travers lequel on recevait des signaux de synchronisation. Pour le cercle méridien et l’instrument de passage on a construit des pavillons en forme de demi-cylindre, avec une hauteur de 7 mètres et avec une ouverture dans le méridien de 2,5 mètres. Le pavillon du cercle vertical est parallélépipédique, avec une hauteur de trois mètres, avec un toit plat et une ouverture maximale de 5 mètres. Le complexe de l’Observatoire a été élargi de 4,5 ha à 10,5 ha. En 1962les services suivants qui ont travaillé avec les instruments fondamentaux, ont été mis en place:
- Service de coordonnées relatives (grand cercle méridien - image de l’instrument)
- Service de déclinaisons absolues (grand cercle vertical)
- Service de l'ascension droit absolu (grand instrument de passage)

L’Observatoire est devenu une institution de recherche scientifique indépendante le 9 août 1985 et en même temps il a changé son nom en Observatoire astronomique - Institut de recherche en astronomie. Cependant, le 20 décembre 1994, l’Observatoire reprend l'ancien nom et devient une institution scientifique financée par le Ministère de la science et des technologies de la Serbie.

## Observatoire auXXIesiècle
En 1994, on a réorganisé l’Observatoire, après quoi, au sein de l'Observatoire, il y a trois départements, à savoir:
- Département d'astrophysique
- Département de l'astronomie dynamique
- Département d’astrométrie

Observatoire astronomique compte 58 employés, dont 43 astronomes explorateurs (20 docteurs et 23 maîtres). Déjà, depuis la fin des années 1960 à la suite de la construction constante et l'expansion des zones urbaines, les observations commencent à être entravées par les lumières de la rue et lumières résidentielles, ainsi que le couloir aérien au-dessus de Belgrade. Ce problème vient au premier plan en particulier dans les années 1980, quand on est venu à l'idée, et conformément aux tendances mondiales pour le déplacement des activités d’observation dans l’espace qui a les conditions astro-climatiques optimales pour un travail non perturbé. Pour accroître l'impact de l'observation scientifique qui est considérablement réduit en raison de ce problème en 2002 un endroit approprié a été élu pour cette activité, à une altitude de 1,155 mètres sur le mont Vidojevica à Toplica. Parallèlement avec la construction de la Station astronomique dans un nouvel emplacement, on a lancé l'initiative pour la reconstruction et la réhabilitation des bâtiments anciens existants dans le but de transformer complexe de l’observatoire aux installations astronomiques, du musée et de l'éducation, sur le modèle de l’observatoires de Paris et de l’observatoire Greenwich à Londres, qui ont connu le même sort beaucoup plus tôt et aujourd'hui représentent des attractions touristiques avec ses précieux instruments astronomiques anciens. La Bibliothèque de l’Observatoire est la plus grande bibliothèque astronomique professionnelle en Serbie, qui contient plus de 5 000 livres et environ 100 000 numéros de périodiques dans le domaine de la recherche astronomique et astrophysique.
Pour le Service de l’heure, en 2008 on a été acheté une horloge atomique à césium Cs. Il est équipé d'un récepteur « GPS » pour la synchronisation avec d'autres horloges précises. Cette horloge atomique est utilisée dans environ 70 pour cent des laboratoires de l’heure du monde entier qui participent à l’obtention de l’échelle du temps (Groupe pour le temps, la fréquence et la répartition du temps de la Direction des mesures et des métaux précieux du Ministère de l'Économie de Serbie, possède l’horloge atomique à césium dont la tâche principale est d'établir et de maintenir l’échelle de temps national.). L’horloge atomique est important pour AOB pour les observations astronomiques dans le calcul de rotation de la Terre, d’astrométrie des étoiles, des comètes, de petites planètes, et d’autres. Astronomes explorateurs travaillent sur huit projets de recherche. Les recherches théoriques représentent un segment le plus important du travail de l’observatoire qui étudie la mécanique céleste, planétologie, astronomie dynamique, systèmes stellaires et galactiques, astrophysique, la cosmologie et l'astrobiologie. Depuis 2010 les conseillers scientifiques de l'Observatoire astronomique de Belgrade sont impliqués dans le projet de la construction d’un nouveau télescope LSST (Large Synoptic Survey Telescope) au Chili, avec le diamètre du miroir de 8,4 mètres, dont la fonction principale sera la recherche d’une nouvelle planète dans le système solaire. Les experts serbes travaillent sur le développement d'un simulateur, un élément important du futur télescope, qui va générer et distribuer des alertes, à savoir, par ce code de programme passera toute modification de la luminosité ou de la position des corps célestes que ce télescope détecte.

## Images
- L'imagerie satellite d’AOB entouré par l’agglomération urbaine
- L'imagerie satellite augmentée d’AOB
- Réfracteur "Zeiss" 650/10 550 mm
- Réfracteur "Zeiss" 650/10 550 mm
- La liste des plus grands réfracteurs du monde sur laquelle le télescope de Belgrade prend la 13e place
- La liste des plus grands réfracteurs jamais faits

## Vidojevica
Dans la période de 2005 à 2010 sur la montagne Vidojevica, à Toplica, à une altitude de 1 155 mètres au sommet appelé « Beli kamen » (Pierre blanche), grâce aux ressources fournis par le Ministère de l'Éducation et de la Science de la Serbie, l’Observatoire astronomique a construit deux bâtiments pour la nouvelle Station astronomique. On a construit un pavillon d’hébergement et un pavillon d'observation, on a terminé les travaux d'infrastructure et introduit une connexion Internet sans fil. L’endroit pour la construction et l'installation de la station d’observation est déterminée sur la base des mesures astro climatiques qui avaient été effectuées sur le territoire de toute la Serbie en 2002. Vidojevica n’a pas de « pollutions » lumineuse et atmosphérique, à savoir elle représente un lieu sans « LP » (Light pollution - pollution lumineuse) et qui appartient à l'Atlas que l'on appelle « les zones sombres » qui ont des conditions astro-climatiques optimales pour les observations scientifiques. L'établissement d'hébergement est un bâtiment de plain-pied, qui dispose de plusieurs pièces destinées à l'équipage, à savoir un plus long séjour des astronomes et techniciens, avec la salle à manger décorée, cuisine, chambre à coucher, salle de cours, téléphone et connexion internet sans fil. Le bâtiment d'hébergement est situé à environ 200 mètres du pavillon d'observation. À une distance de 15 kilomètres de la station astronomique est la ville la plus proche Prokuplje, et, à une distance de 50 kilomètres, il y a une plus grande ville Niš. Le pavillon d’observation (Image du pavillon d'observation avec le dôme ouvert), d’un diamètre de 6 mètres, avec un dôme mobile et où un télescope avec un miroir primaire de 60 cm « Cassegrain » est placé sur la monture équatoriale ASA, en novembre 2010, et qui a été acheté d’Astroptik (aujourd'hui Astrosistem) de l'Autriche. Ce télescope a une conception de type Ritchey-Chrétien, avec un miroir primaire de 60 cm, et le miroir secondaire de 20 cm. Le télescope a une possibilité que l'on réduit la longueur focale de 600 cm (f = 10) à 300 cm (f = 5) par le biais de l'installation d’un réducteur. La connexion entre le télescope et l'ordinateur est effectuée en utilisant le gestionnaire de périphérique ASCOM. Le télescope est appelé « Nedeljković » d’après le fondateur et le premier directeur de l'Observatoire, le professeur Milan Nedeljković (télescope « Nedeljković » dans le pavillon d'observation). Le réglage du télescope a été fait en juin 2011, et en août de la même année, il a commencé à travailler. À la différence du pavillon que Jan Dubovi a conçu pour les instruments astronomiques, dans les années 1920, et des solutions pour le projet du pavillon de l’Observatoire Rozhen, en Bulgarie voisine, dans le pavillon de la Station astronomique Vidojevica il n’a pas construit des pièces supplémentaires, de sorte que, avant le premier hiver à venir on devait acquérir un conteneur mobile pour personnel professionnel. L’installation d'équipements supplémentaires suivants a été réalisée dans la station:
- Stations météorologiques automatiques (Davis Vanitage PRO 2)
- Caméra pour tout le ciel (caméra « all-sky » - SBIG 340 monochrome)
- Moniteur pour la mesure de la visibilité (« seeing » - SBIG)

## Télescope "Milanković"
Depuis le milieu des années 1980, le monde a connu des progrès rapides dans les domaines des ordinateurs, de l'automatisation, du contrôle à distance et des télécommunications. Cela a permis aux astronomes d'utiliser ces technologies et de développer au début des années 1990 les premiers télescopes robotiques en l'absence d'un équipage humain. Au début du XXIe siècle, les télescopes robotiques représentent une véritable révolution. La base de ce type de télescopes est l'ordinateur qui, avec le logiciel approprié et grâce à l'automatisation, gère le télescope et le dôme du pavillon.
Au cours de la phase prochaine de l’expansion de la Station astronomique sur la base du projet « BELISSIMA » (BELgrade Initiative for Space Science, Instrumentation and Modeling in Astrophysics) qui a commencé le 1er juillet 2010, on prévoit la construction d’un pavillon d’observation et la mise en place du télescope avec le miroir primaire de 1,5 mètre de diamètre. Le télescope sera robotisé et équipé pour un fonctionnement entièrement automatique sans la présence d'un équipage humain. Gestion et contrôle du télescope seront effectués en temps réel sur Internet. Les programmes d’observation seront programmés à l'avance. Le télescope sera appelé « Milanković » d’après Milutin Milanković, un scientifique et astronome qui était le directeur de l'Observatoire de 1948 à 1951. Avec les programmes d'observation appropriés, ce télescope permettra une étude plus approfondie des étoiles doubles, des systèmes binaires proches et des étoiles variables, des galaxies spirales et elliptiques à proximité et autres. Le télescope « Milanković » permettra à l’AOB de participer aux programmes mondiaux d'observation actuels, tels que la recherche des planètes extrasolaires, l'étude des supernovas et des éclats de rayons gamma, l’observation des blazars, les noyaux galactiques actifs, qui sont associés à l'apparition de trous noirs supermassifs dans les centres des galaxies. En outre, le télescope sera lié au supercalculateur de l'Institut de physique à Zemun, qui utilisera les données pour la modélisation.
Le télescope « Milanković » avec le miroir principal de 1,40 m de diamètre, qui est fabriqué par l’entreprise ASA d’Autriche, a été mis en place le 29 avril 2016, dans un pavillon temporaire à la station d'observation « Vidojevica ». (reportage télévisé B92)

## Liste des directeurs
| Directeur            | de    | à     |
| -------------------- | ----- | ----- |
| Milan Nedeljković    | 1887. | 1899. |
| Djordje Stanojević   | 1899. | 1900. |
| Milan Nedeljković    | 1900. | 1915. |
| Viktor Konrad        | 1916. | 1918. |
| Milan Nedeljković    | 1919. | 1924. |
| Milutin Milanković   | 1925. | 1926. |
| Vojislav V. Mišković | 1926. | 1946. |
| Milorad B. Protić    | 1946. | 1948. |
| Milutin Milanković   | 1948. | 1951. |
| Vojislav V. Mišković | 1951. | 1954. |
| Milorad B. Protić    | 1954. | 1961. |
| Vasilije Oskanjan    | 1961. | 1965. |
| Pero Djurković       | 1965. | 1970. |
| Milorad B. Protić    | 1971. | 1975. |
| Milan Mijatov        | 1975. | 1981. |
| Miodrag Mitrović     | 1982. | 1989. |
| Ištvan Vince         | 1990. | 1993. |
| Milan Dimitrijević   | 1994. | 2001. |
| Zoran Knežević       | 2002. | 2014. |
| Gojko Đurašević      | 2015. |       |

## Vidéo
- 125 ans de l'Observatoire astronomique de Belgrade
- Projet „Belissima“ - Vidojevica
- Café scientifique: Trous noirs, Rédaction de la science et de l'éducation de RTS, les invités dr Miroslav Mićić et dr Luka Popović d’AOB

## Galerie

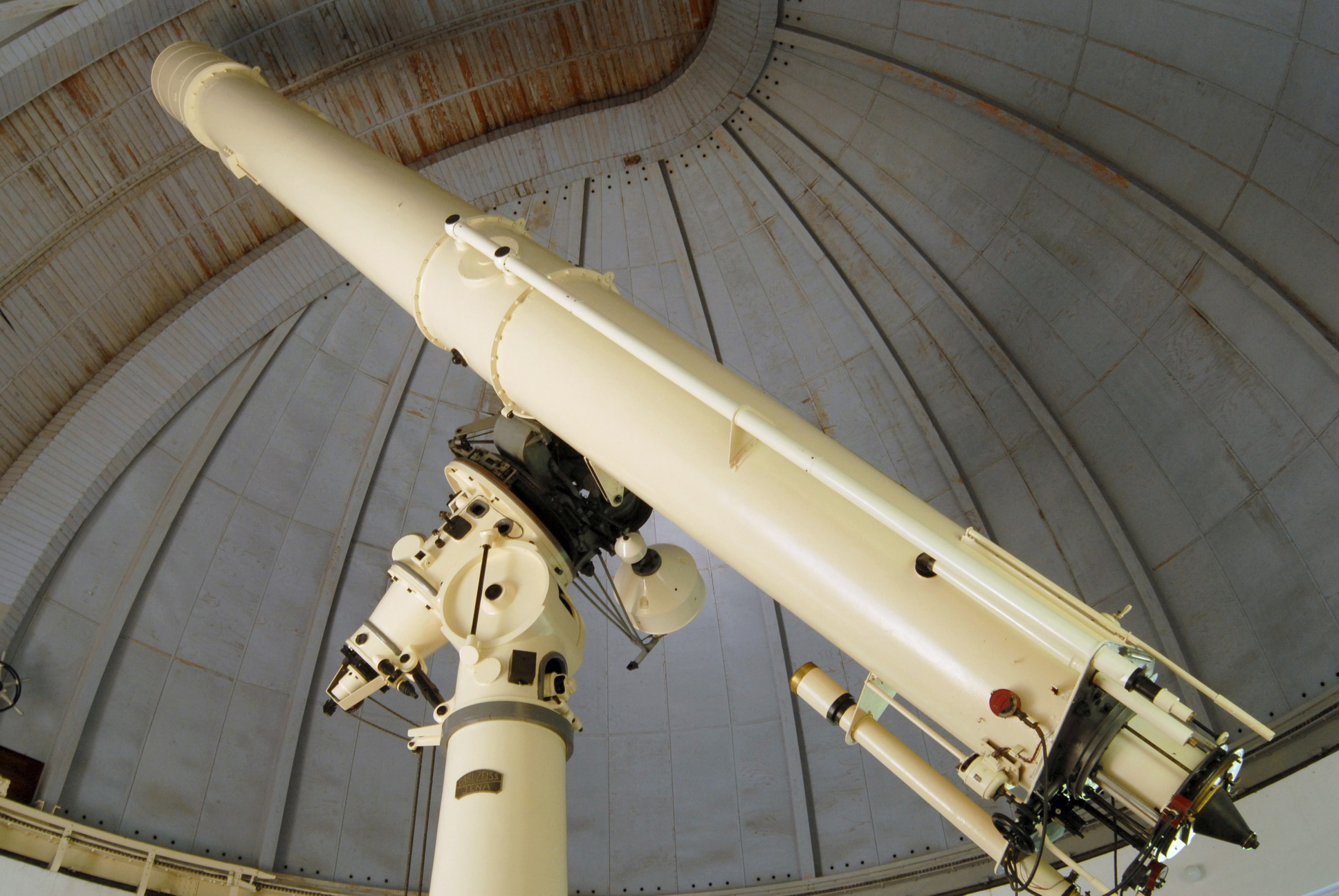
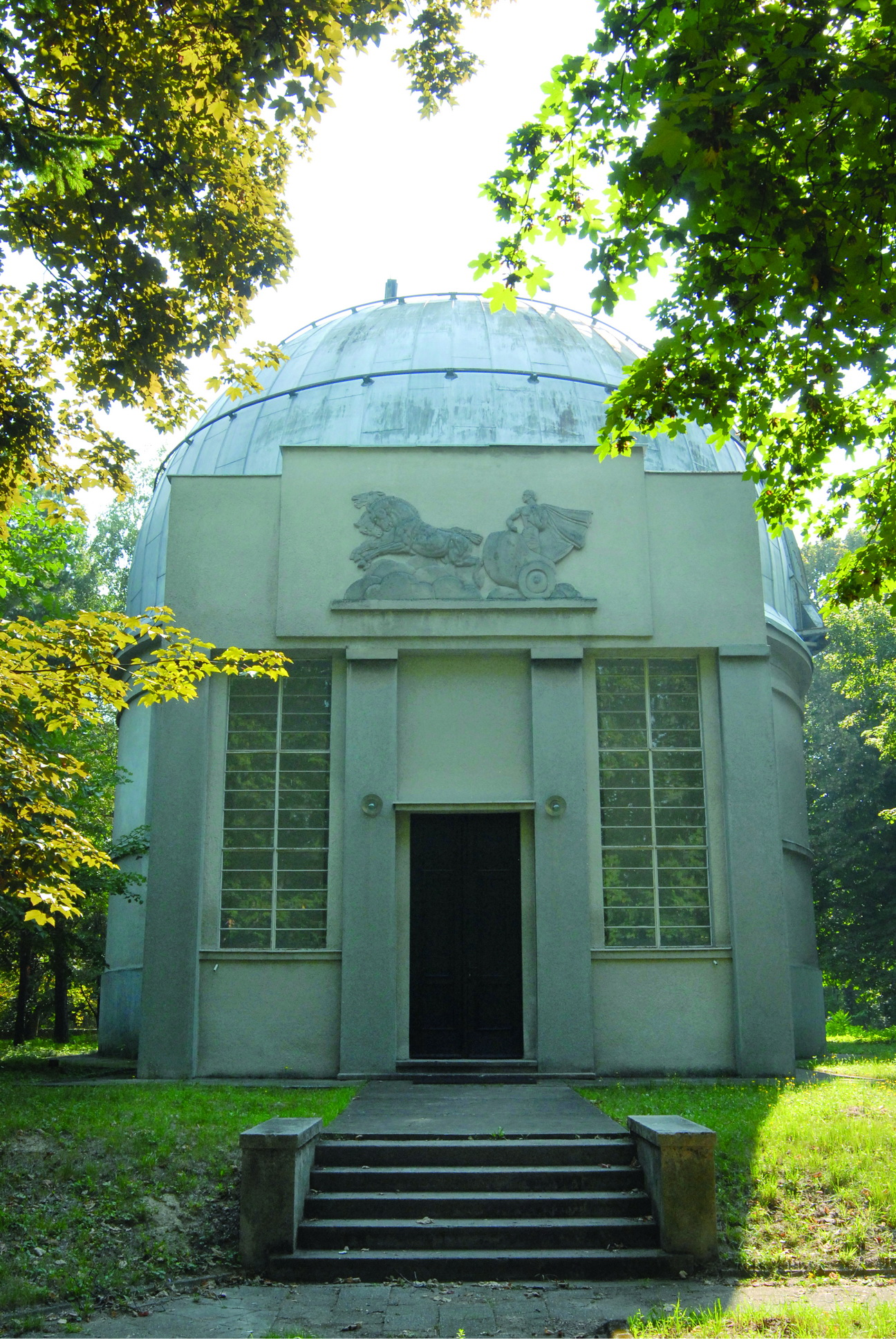
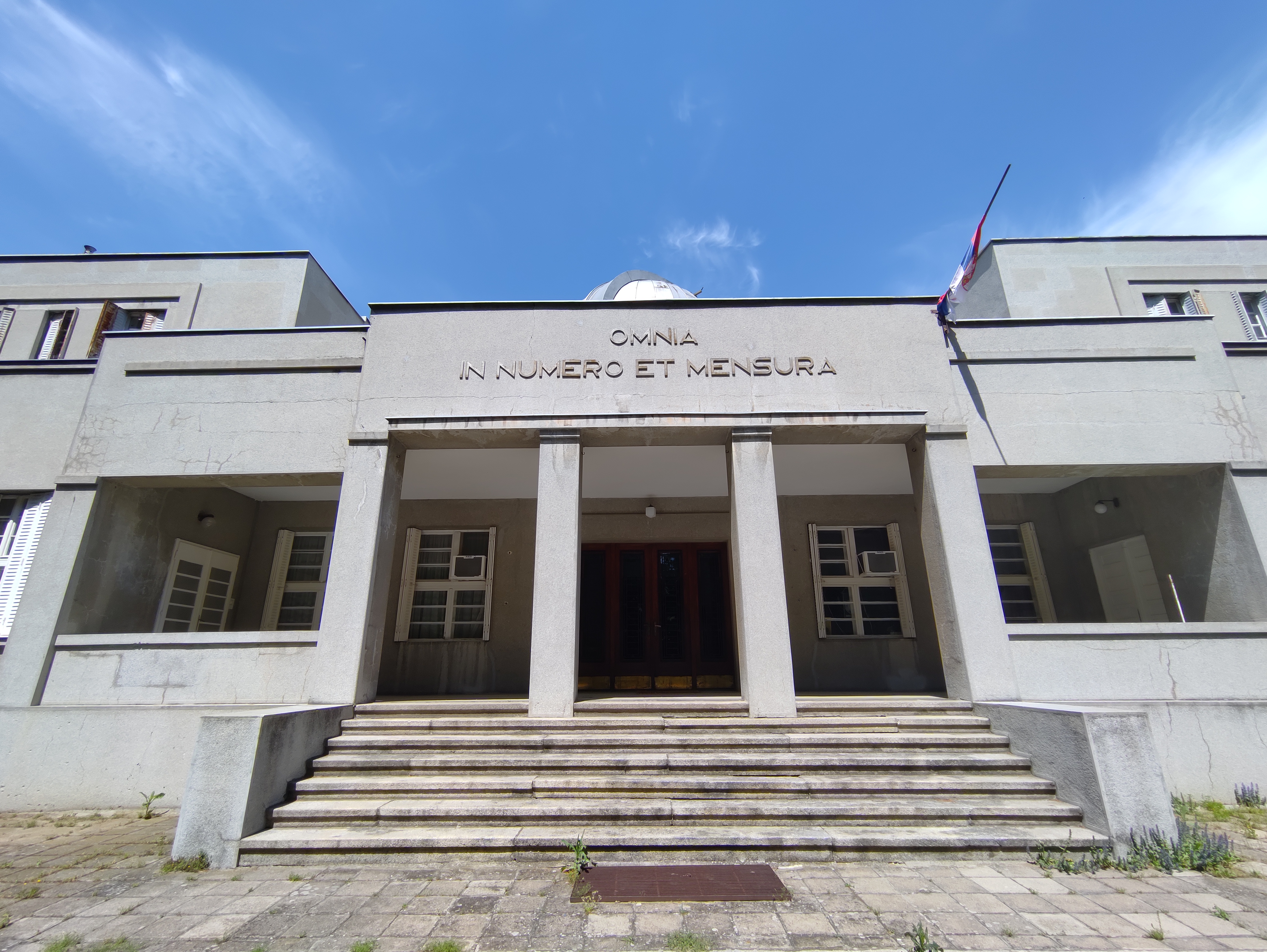
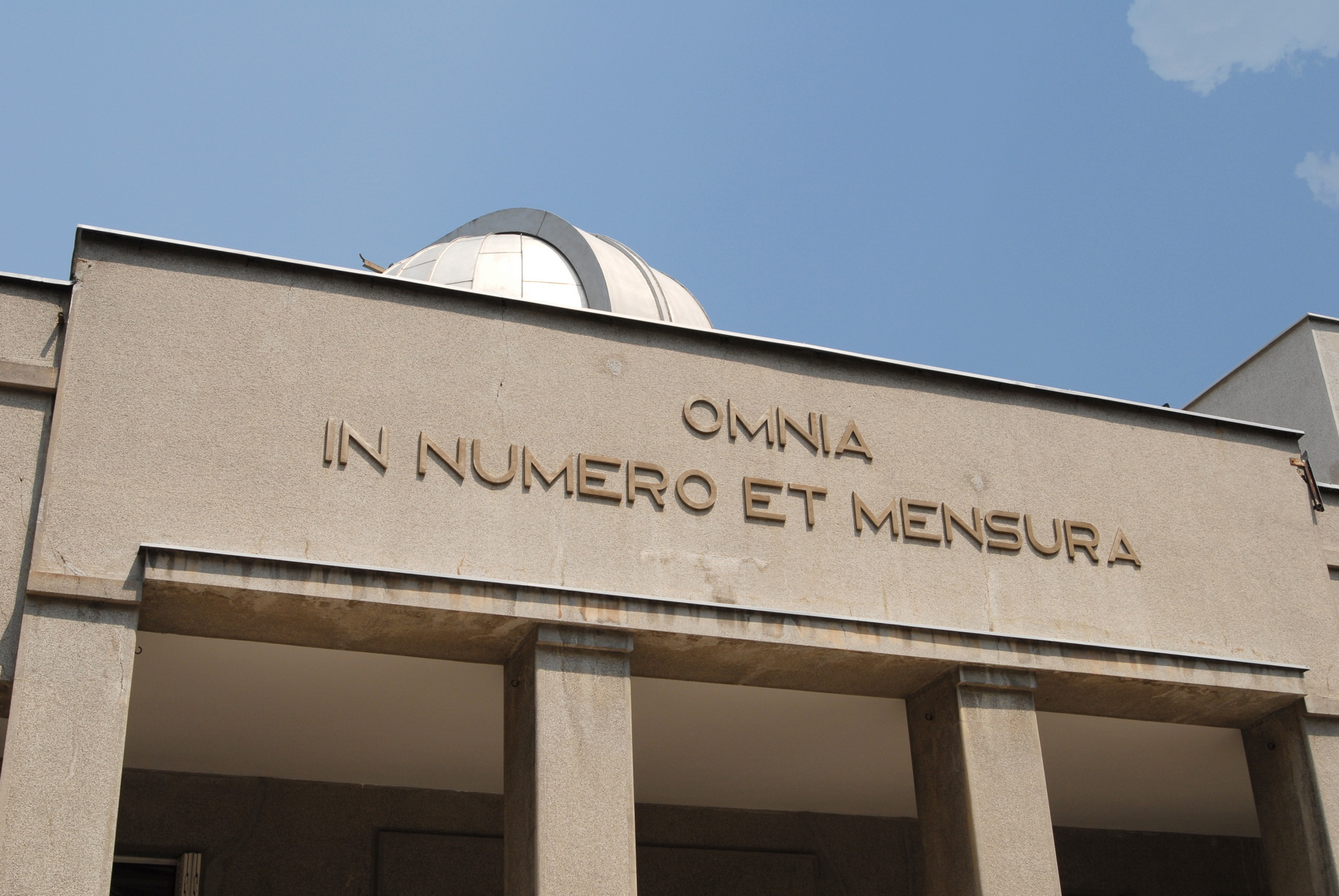